# Luís de Siqueira da Silva Lima
Luís de Siqueira da Silva Lima, mais conhecido como Siqueira Lima, terceiro barão de Itapemirim, (Itapemirim, 10 de abril de 1844 — Rio de Janeiro, 9 de novembro de 1916) foi um advogado, magistrado e político brasileiro.
Filho do 1º barão de Itapemirim e de Leocádia Tavares Brum, casou-se com Mariana Moreira Gomes. Formado pela Faculdade de Direito de São Paulo, em 1868, foi juiz de paz e juiz. Filiado ao Partido Liberal, foi deputado provincial em três legislaturas (1862, 1884 e 1886) e senador pelo Espírito Santo (1900-1908).
Agraciado barão em 25 de setembro de 1889.